# Jonesborough, Tennessee
Jonesborough är administrativ huvudort i Washington County i Tennessee. Ortnamnet har tidigare stavats Jonesboro. Vid 2010 års folkräkning hade Jonesborough 5 051 invånare.